# Carey Mulligan
Carey Hannah Mulligan (Westminster, Londres, 28 de maio de 1985) é uma atriz britânica.Ela recebeu vários prêmios, incluindo um BAFTA, além de indicações a três Oscars , quatro Globos de Ouro e um Tony Awards. Ela foi nomeada Comandante da Ordem do Império Britânico (CBE) em 2025 por serviços prestados ao teatro. conhecida por papéis em Mudbound, Pride and Prejudice, Never Let Me Go, Shame, Drive  e Far From the Madding Crowd. Mulligan foi indicada ao Oscar e ao Globo de Ouro de Melhor Atriz, além de ter ganhado o BAFTA por sua atuação no filme An Education.
Em 2020 foi amplamente aclamada pela critica cinematográfica pelo seu papel como Cassandra Cassie Thomas, no suspense dirigido por Emerald Fennell, Promising Young Woman, pelo qual recebeu indicações ao Oscar na categoria de melhor atriz, ao Globo de Ouro, SAG Awards, além de uma vitória no Critics' Choice Movie Awards e outros diversos prêmios.
Interpretou a atriz costarriquenha Felicia Montealegre no drama biográfico dirigido e estrelado por Bradley Cooper, Maestro, recebeu aclamação critica pela sua interpretação, sendo indicada a diversos prêmios como Oscar de melhor atriz principal, globo de ouro de melhor atriz principal - drama, Sag Awards de melhor atriz principal - cinema, BAFTA de melhor atriz principal, dentre diversos outros prêmios críticos.

## Biografia
Mulligan nasceu em Londres, Inglaterra, em uma família de classe média. Seu avô paterno emigrou da Irlanda para Inglaterra. Ela tem um irmão mais velho, Owain, que é um capitão do exército britânico. A mãe de Mulligan é professora universitária e seu pai é gerente de hotel. Seu pai foi contratado para gerenciar um hotel na Alemanha, quando ela tinha três anos. Lá Carey frequentou a Escola Internacional de Dusseldorf, onde permaneceu até regressar ao Reino Unido com oito anos de idade.
Desde pequena Carey demonstrou interesse em ser atriz. Participou de várias peças escolares e chegou a ser presidente do Clube de Teatro quando adolescente.
Aos 16 anos, Carey estreou profissionalmente como atriz na peça Henrique V, junto com Kenneth Branagh, que disse que se realmente quisesse ser atriz, ela deveria continuar. Porém, seus pais não aprovaram a ideia e queriam que ela entrasse para a universidade como fizera o seu irmão, o que não a dissuadiu. Aos 17 anos, em vez de se candidatar a universidades, Carey candidatou-se a três escolas de teatro, no entanto não conseguiu entrar em nenhuma.
No seu último ano na Woldingham School, Carey assistiu a uma palestra que o guionista Julian Fellowes deu na sua escola e falou com ele sobre as suas ambições de ser atriz. Fellowes desencorajou-a de seguir a área da representação e disse-lhe que ela devia tentar antes "casar com um advogado". Carey acabou por lhe enviar uma carta onde dizia que as suas ambições eram sérias e que a sua vocação era ser atriz. Algumas semanas mais tarde, a esposa de Fellowes convidou Carey para um jantar com outros jovens aspirantes a atores. Nesse jantar, Carey conheceu uma assistente de casting que a ajudou a conseguir uma audição para o filme Pride & Prejudice. O filme abriu muitas portas para Carey, que em 2009 estrelou An Education, onde foi alçada para o sucesso mundial.

## Carreira
Fez sua estreia atuando no filme Pride & Prejudice como Kitty Bennet. Após Pride & Prejudice, Carey atuou no drama da BBC, Bleak House, uma adaptação para a TV do romance de Charles Dickens, a sua estreia na televisão. No ano seguinte, ela apareceu em The Amazing Mrs Pritchard. Em 2007, Mulligan teve papéis nos filmes My Boy Jack e Northanger Abbey. No mesmo ano, fez sua estreia na Broadway em The Seagull, que foi aclamado pela crítica e venceu um Constellation Award pela sua participação no episódio "Blink" da série Doctor Who.

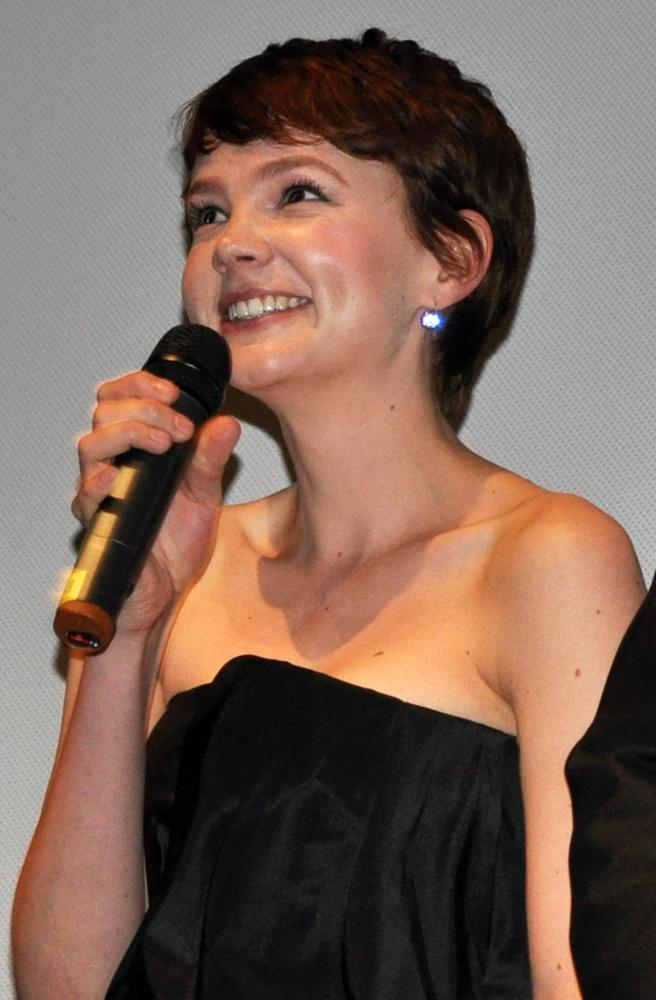
Mulligan em 2009

Aos 24 anos, ganhou amplo reconhecimento por interpretar o papel de Jenny Miller, no filme em An Education (2009), ganhando um prêmio BAFTA de Melhor Atriz em Papel Principal. Também foi nomeada ao Globo de Ouro e ao Oscar de Melhor Atriz pelo papel. Devido ao destaque que conseguiu com a elogiada personagem Jenny Miller. No mesmo ano ela apareceu em filmes dramáticos como Brothers e The Greatest. Em 2010 atuou em Wall Street: Money Never Sleeps, na sequência do filme de 1987, e Never Let Me Go. O último valeu-lhe um British Independent Film Award. Foi ainda convidada a fazer parte da Academia de Artes e Ciências Cinematográficas.
Carey regressou aos palcos em 2011 com a peça Through a Glass Darkly de Ingmar Bergman em Nova Iorque. A atriz interpretou a personagem principal, uma mulher mentalmente instável, e recebeu bastantes elogios por parte da crítica. Ben Brantley do The New York Times afirmou mesmo que Carey era "uma das melhores atrizes da sua geração".
Ainda em 2011, atuou em Drive do diretor dinamarquês Nicolas Winding Refn e conseguiu a sua segunda indicação para os prêmios BAFTA. Interpretou ainda o papel de Sissy Sullivan, a irmã do controverso protagonista, vivido por Michael Fassbender, em Shame. Ambos os filmes foram bastante elogiados pela crítica e estrearam em importantes festivais de cinema: Drive no Festival de Cannes e Shame no Festival de Veneza. Peter Travers da revista Rolling Stone descreveu o desempenho de Carey em Shame como "sensacional em todos os sentidos".
No ano de 2013, Mulligan atuou com Leonardo DiCaprio no filme The Great Gatsby de Baz Luhrmann no papel de Daisy Buchanan. Carey fez uma audição para o papel no final de 2010 e descobriu que o tinha conseguido através da mulher de Baz Luhrmann que lhe deu a notícia numa festa. Em 2012, Carey sentou-se ao lado de Anna Wintour na Met Gala que nesse ano teve como tema "O Grande Gatsby". Ainda em 2013, Carey foi uma das protagonistas de Inside Llewyn Davis dos Irmãos Cohen. No filme interpreta o papel de Jen Berkey, a ex-namorada da personagem de Llewyn Davis (Oscar Isaac) que descobre que está grávida. Para além de atuar, Carey cantou numa das músicas da banda sonora do filme produzida pelo seu marido, Marcus Mumford.
Em 2014, protagonizou a peça Skylight com Bill Nighy e Matthew Beard no Wyndham's Theatre no West End de Londres. A peça foi transferida para a Broadway em 2015 e o desempenho de Carey valeu-lhe uma indicação para os prémios Tony.
Em 2015, protagonizou a adaptação ao cinema do romance de Thomas Hardy, Far from the Madding Crowd do diretor Thomas Vinterberg. Foi ainda protagonista do filme Suffragette sobre as luta das mulheres no início do século XX pelo direito ao voto. O filme, dirigido por Sarah Gavron e escrito por Abi Morgan, estreou em outubro de 2015.
Em 2017, foi uma das protagonistas de Mudbound
Como cantora, participou de Write about love, faixa-título do último álbum da banda escocesa Belle and Sebastian, em 2010.

## Vida pessoal
Em outubro de 2010, a revista People confirmou o fim do namoro entre Carey e o ator Shia Labeouf. O namoro teria começado em agosto de 2009 durante as filmagens de Wall Street 2: Money Never Sleeps.
Carey é casada com Marcus Mumford, o vocalista da banda Mumford & Sons. Eles foram "pen pals" durante a infância e voltaram a encontrar-se quando adultos. O casal tem uma filha, nascida em setembro de 2015.

## Filmografia

### Cinema
| Ano  | Título Original                               | Título (Brasil)                                | Título (Portugal)                             | Papel                     |
| ---- | --------------------------------------------- | ---------------------------------------------- | --------------------------------------------- | ------------------------- |
| 2005 | Pride & Prejudice                             | Orgulho & Preconceito                          | Orgulho e Preconceito                         | Kitty Bennet              |
| 2006 | Agatha Christie Marple: The Sittaford Mystery | O Mistério de Sittaford                        | Agatha Christie Marple: The Sittaford Mystery | Violet Willett (TV)       |
| 2007 | Northanger Abbey                              | A Abadia de Northanger                         | Northanger Abbey                              | Isabella Thorpe (TV)      |
| 2007 | And When Did You Last See Your Father?        | Quando Você Viu Seu Pai Pela Última Vez?       | Quando Viste o Teu Pai Pela Última Vez?       | Rachel                    |
| 2007 | My Boy Jack                                   | My Boy Jack                                    | Soldado Jack                                  | Elsie Kipling (TV)        |
| 2009 | The Greatest                                  | Em Busca de Uma Nova Chance                    | Sem Ti                                        | Rose                      |
| 2009 | An Education                                  | Educação                                       | Uma Outra Educação                            | Jenny Miller              |
| 2009 | Public Enemies                                | Inimigos Públicos                              | Inimigos Públicos                             | Carol Slayman             |
| 2009 | Brothers                                      | Entre Irmãos                                   | Entre Irmãos                                  | Cassie Willis             |
| 2010 | Wall Street: Money Never Sleeps               | Wall Street: O Dinheiro Nunca Dorme            | Wall Street: O Dinheiro Nunca Dorme           | Winnie Gekko              |
| 2010 | Never Let Me Go                               | Não Me Abandone Jamais                         | Nunca Me Deixes                               | Kathy                     |
| 2011 | Drive                                         | Drive                                          | Drive - Risco Duplo                           | Irene                     |
| 2011 | Shame                                         | Shame                                          | Vergonha                                      | Sissy                     |
| 2013 | The Great Gatsby                              | O Grande Gatsby                                | O Grande Gatsby                               | Daisy Buchanan            |
| 2013 | Inside Llewyn Davis                           | Inside Llewyn Davis - Balada de um Homem Comum | A Propósito de Llewyn Davis                   | Jean                      |
| 2015 | Far from the Madding Crowd                    | Longe Deste Insensato Mundo                    | Longe da Multidão                             | Bathsheba Everdene        |
| 2015 | Suffragette                                   | Suffragette                                    | As Sufragistas                                | Maud Watts                |
| 2017 | Mudbound                                      | Mudbound - Lágrimas Sobre o Mississippi        | Mudbound - As Lamas do Mississípi             | Laura McAllan             |
| 2020 | Promising Young Woman                         | Bela Vingança                                  | Uma Miúda com Potencial                       | Cassandra “Cassie” Thomas |
| 2021 | The Dig                                       | A Escavação                                    |                                               | Edith Pretty              |
| 2023 | Maestro                                       | Maestro                                        | Maestro                                       | Felicia Montealegre       |

### Televisão
| Ano  | Título                    | Papel                    | Papel                    | Episódios    |
| ---- | ------------------------- | ------------------------ | ------------------------ | ------------ |
| 2005 | Bleak House               | Ada Clare / Ada Carstone | Ada Clare / Ada Carstone | 15 episódios |
| 2006 | Trial & Retribution       | Emily Harrogate          | Emily Harrogate          | 1 episódio   |
| 2006 | The Amazing Mrs Pritchard | Emily Pritchard          | Emily Pritchard          | 6 episódios  |
| 2007 | Doctor Who                | Sally Sparrow            | Sally Sparrow            | 1 episódio   |
| 2015 | The Walker                | Sunny                    | Sunny                    | 8 episódios  |
| 2018 | Collateral                | DI Kip Glaspie           | DI Kip Glaspie           | 4 episódios  |

## Prêmios e Indicações

#### Óscar
| Ano  | Categoria    | Indicação             | Notas    |
| ---- | ------------ | --------------------- | -------- |
| 2010 | Melhor Atriz | An Education          | Indicado |
| 2021 | Melhor Atriz | Promising Young Woman | Indicado |
| 2024 | Melhor Atriz | Maestro               | Indicado |

#### Globo de Ouro
| Ano  | Categoria                          | Indicação             | Notas    |
| ---- | ---------------------------------- | --------------------- | -------- |
| 2010 | Melhor Atriz em Cinema - Drama     | An Education          | Indicado |
| 2021 | Melhor Atriz em Cinema - Drama     | Promising Young Woman | Indicado |
| 2023 | Melhor Atriz Coadjuvante em Cinema | She Said              | Indicado |
| 2024 | Melhor Atriz em Cinema - Drama     | Maestro               | Indicado |

#### SAG Awards
| Ano  | Categoria               | Indicação             | Notas    |
| ---- | ----------------------- | --------------------- | -------- |
| 2010 | Melhor Atriz Principal  | An Education          | Indicado |
| 2010 | Melhor Elenco em Cinema | An Education          | Indicado |
| 2018 | Melhor Elenco em Cinema | Mudbound              | Indicado |
| 2021 | Melhor Atriz Principal  | Promising Young Woman | Indicado |
| 2024 | Melhor Atriz Principal  | Maestro               | Indicado |

#### BAFTA
| Ano  | Categoria                | Indicação    | Notas    |
| ---- | ------------------------ | ------------ | -------- |
| 2010 | Melhor Atriz em Ascensão | Ela mesma    | Indicado |
| 2010 | Melhor Atriz             | An Education | Venceu   |
| 2012 | Melhor Atriz Coadjuvante | Drive        | Indicado |
| 2023 | Melhor Atriz Coadjuvante | She Said     | Indicado |
| 2024 | Melhor Atriz             | Maestro      | Indicado |

#### Critics' Choice Movie Awards
| Ano  | Categoria                | Indicação             | Notas    |
| ---- | ------------------------ | --------------------- | -------- |
| 2010 | Melhor Atriz             | An Education          | Indicado |
| 2012 | Melhor Atriz Coadjuvante | Shame                 | Indicado |
| 2021 | Melhor Atriz             | Promising Young Woman | Venceu   |
| 2024 | Melhor Atriz             | Maestro               | Indicado |

#### Tony Awards
| Ano  | Categoria                      | Indicação | Notas    |
| ---- | ------------------------------ | --------- | -------- |
| 2015 | Melhor Atriz Principal em Peça | Skylight  | Indicado |